# Mehr-Ali Newid
Mehr-Ali Newid (* 15. Dezember 1950 in Kabul, Afghanistan) ist ein deutsch-afghanischer Iranist.

## Leben
Newid wurde als drittes Kind eines Landwirtes in Afghanistan geboren. Er hat drei Geschwister. Von 1958 bis 1961 besuchte Newid in der Provinz Sistan die Grundschule in der Ortschaft Sari-Kang, bevor er 1961 an das Abodawod-Lyceum in Nimroz wechselte. Er verließ 1970 mit erfolgreichem Abschluss die Schule und nahm ein Studium der Orientalistik und Literaturwissenschaften an der Universität Kabul auf.
Newid erhielt 1971 ein Stipendium für ein Studium an der Universität Thessaloniki, wo er nach einem Sprachkurs 1972 ein Studium der Archäologie, Philologie, Byzantinistik und Kunstgeschichte aufnahm. 1977 beendete er sein Studium erfolgreich mit einem Diplom in Archäologie und Philologie. Im Anschluss ging Newid nach Deutschland, um nach dem Erlernen der Sprache ein Studium der Indologie und Iranistik im Hauptfach und der Archäologie im Nebenfach an der Universität München aufzunehmen. Newid wurde 1986 im Fach Indologie bei Dieter Schlingloff mit einer Dissertation zu den Waffen Indiens unter Dieter Schlingloff promoviert.
Nach seinem Studium absolvierte er in München ein Volontariat am Staatlichen Museum für Völkerkunde und an den Staatlichen Antikensammlungen.
Newid war Mitorganisator des XXV. Deutschen Orientalistentages 1991 an der Universität München und Leiter der Ausstellung Kunst des Buddhismus entlang der Seidenstraße (1990–91). Nachdem Newid seit 1992 als wissenschaftlicher Mitarbeiter an der Universität München am Institut für Indologie und Iranistik tätig gewesen war, übernahm er im Jahr 2000 einen Lehrauftrag für Persische Sprache und Literatur an der Fakultät für Kulturwissenschaften des Departments für Kulturwissenschaften und Altertumskunde.
Newid war u. a. lexikographischer Projektleiter bei der Firma Linguatec in München und ist auch als literarischer Übersetzer tätig.
Seit 2000 ist Newid Mitglied und seit 2008 stellvertretender Vorstandsvorsitzender der 1989 im Staatlichen Museum für Völkerkunde in München gegründeten Gesellschaft der Freunde Islamischer Kunst und Kultur.

## Publikationen (Auswahl)
- Waffen und Rüstungen im Alten Indien. Dargestellt aufgrund Quellen in Literatur, Kunst und Archäologie. Dissertation. Gräbner, Altendorf bei Bamberg 1986.
- Aromata in der iranischen Kultur – unter besonderer Berücksichtigung der persischen Dichtung. Reichert, Wiesbaden 2010.
- mit Peter-Arnold Mumm: Persisches Lesebuch. Fārsī, Darī, Toǰikī. Originaltexte aus zehn Jahrhunderten mit Kommentar und Glossar. Reichert, Wiesbaden 2007, ISBN 978-3-89500-575-6.
- Der schiitische Islam in Bildern. Rituale und Heilige. Edition Avicenna, München 2006, ISBN 3-9809384-7-6.
  - Rezension: Sebastian Soms, in: Orient. IV/2007, S. 80–83.
- Verteidigungswaffen aus dem indopakistanischen Subkontinent in den Sammlungen des Staatlichen Museums für Völkerkunde München. In: Münchner Beiträge zur Völkerkunde. Band 5. Staatliches Museum für Völkerkunde München und Institut für Völkerkunde und Afrikanistik der Ludwig-Maximilians-Universität, München (Hrsg.) 1998, S. 147–159.
- Faszination Tibet. Pinguin-Verlag, Innsbruck 1998, ISBN 3-7016-2520-4.
- Schwerter und Dolche. Indoislamische Blankwaffen aus der späten Moghulzeit. In: J. W. Frembgen (Hrsg.): Rosenduft und Säbelglanz. Islamische Kunst und Kultur der Moghulzeit. Staatliches Museum für Völkerkunde, München 1996, S. 145–165.
- mit B. J. Richtsfeld u. a.: Kunst des Buddhismus entlang der Seidenstraße. München 1992, ISBN 3-928432-12-5.
- Maske der Medusa. In: W. Engelmann, B. J. Richtsfeld (Hrsg.): Metamorphosen. Arbeiten von Werner Engelmann und ethnographische Objekte. Staatliches Museum für Völkerkunde, München 1989, S. 172–174.
- Ein Qibla-Anzeiger aus Iran. Ein Beitrag zum islamischen Gebetswesen und zur Topographie des islamischen Orients. In: Jahrbuch des Staatlichen Museums für Völkerkunde München. 2, 1989, S. 43–50.
- śataghī und paiśa. Two old Indian Weapons. In: Maurizio Taddei, P. Calliere (Hrsg.): South Asian Archaeology. Proceedings of the Ninth International Conference of the Association of South Asian Archaeologists in Western Europe. held in the Fondazione Giorgio Cini, Island of San Giorgio Maggiore, Venice. Band 2, Rom 1990, S. 627–641.